# Charles Rogier
Charles Latour Rogier (Saint-Quentin, 17 de agosto de 1800 – Saint-Josse-ten-Noode, 27 de maio de 1885) foi um estadista e líder belga, durante a revolução belga de 1830.

## Carreira
Rogier descendia de uma família estabelecida no departamento do Nord, na França. Ele nasceu em Saint-Quentin. Seu pai, um oficial do exército francês, morreu na Campanha Russa de 1812. A família mudou-se então para a cidade belga de Liège, onde o filho mais velho, Firmin, era professor. Rogier estudou direito na Universidade de Liège e foi admitido na Ordem dos Advogados. No entanto, ele se dedicou com maior zelo às campanhas jornalísticas contra o domínio holandês na Bélgica, estabelecidas pelo Congresso de Viena em 1815. Em 1824, em colaboração com seus amigos de longa data Paul Devaux e Joseph Lebeau, fundou a revista Mathieu Laensberg (posteriormente Le Politique). Com seu patriotismo ardente e seus ataques à administração holandesa, o jornal logo alcançou ampla influência.
No início da insurreição em Bruxelas em agosto de 1830, Rogier foi para lá com uma milícia de cerca de 300 cidadãos de Liège. Em Bruxelas, ele foi reconhecido como um dos mais ativos entre os líderes patriotas. Tornou-se membro do governo provisório estabelecido em outubro do mesmo ano e, após a eleição de Leopoldo I como rei em junho de 1831, foi nomeado governador de Antuérpia. Durante sua primeira passagem como Ministro do Interior, de 1832 a 1834, ele trouxe à existência o sistema ferroviário belga. De 1840 a 1841 foi Ministro das Obras Públicas e Educação e de 1861 a 1868 foi Ministro das Relações Exteriores.
Hoje, uma das praças centrais de Bruxelas, a Praça Charles Rogier, tem seu nome homenageado.